# Адаптивная система
Адаптивная система (самоприспосабливающаяся система) — система, автоматически изменяющая данные алгоритма своего функционирования и (иногда) свою структуру с целью сохранения или достижения оптимального состояния при изменении внешних условий.

## Разновидности
Примеры адаптивных систем:
- «Живые»: человек, семья, организация.
- Механические: системы контроля и управления (за счет механизма обратной связи).
- Компьютерные: роботы, искусственная нейронная сеть.

Различают следующие адаптивные системы:
- Адаптивная система (биология)
- Адаптивная система (социология)
- Адаптивная система (кибернетика)
- Адаптивная система (теория управления)
- Адаптивная система (компьютерные)